# 徐广国
徐广国（1964年2月—），男，黑龙江杜尔伯特人。中华人民共和国政治人物。大庆师范专科学校（现大庆师范学院）英语专业毕业，中共黑龙江省委党校经济管理专业在职研究生学历，工商管理硕士学位。

## 生平
1984年加入中国共产党。历任中共杜尔伯特蒙古族自治县委书记，中共绥芬河市委书记、市长，中共牡丹江市委副书记、代市长、市委书记，黑龙江省人民政府副省长等职。
2011年11月调任中共宁夏回族自治区党委常委、中共银川市委书记。2017年6月，不再担任银川市委书记，转任宁夏回族自治区党委政法委书记。
2018年4月，转任中共山西省委常委，统战部长。2020年1月，兼任省政协党组副书记。2024年，当选为山西省政协副主席。5月不再担任山西省委常委，统战部长。